# Eximipriapulus
 (novembre 2021).
Eximipriapulus globocaudatus
Genre
Espèce
Eximipriapulus est un genre éteint de vers marins qui vivait lors du Cambrien. Une seule espèce est rattachée au genre, Eximipriapulus globocaudatus,. Le classement de ce taxon dans la classification des espèces est mal défini. Ses restes fossiles ont été mis au jour dans les schistes de Maotianshan, en Chine.

## Publication originale
- Ma, X.; Aldridge, R. J.; Siveter, D. J.; Siveter, D. J.; Hou, X.; Edgecombe, G. D. (2014). "A New Exceptionally Preserved Cambrian Priapulid from the Chengjiang Lagerstätte". Journal of Paleontology. 88 (2): 371. doi:10.1666/13-082